# Грант (округ Монро, Вісконсин)
Грант (англ. Grant) — місто (англ. town) в США, в окрузі Монро штату Вісконсин. Населення — 469 осіб (2020).

## Демографія
Згідно з переписом 2010 року, у місті мешкало 495 осіб у 199 домогосподарствах у складі 148 родин. Було 235 помешкань
Расовий склад населення:
| - 98,2 % — білих - 0,6 % — чорних або афроамериканців - 0,2 % — корінних американців |

До двох чи більше рас належало 0,8 %. Частка іспаномовних становила 1,6 % від усіх жителів.
За віковим діапазоном населення розподілялося таким чином: 19,8 % — особи молодші 18 років, 65,7 % — особи у віці 18—64 років, 14,5 % — особи у віці 65 років та старші. Медіана віку мешканця становила 47,2 року. На 100 осіб жіночої статі у місті припадало 101,2 чоловіків;  на 100 жінок у віці від 18 років та старших — 103,6 чоловіків також старших 18 років.
Середній дохід на одне домашнє господарство  становив 74 618 доларів США (медіана — 69 318), а середній дохід на одну сім'ю — 87 269 доларів (медіана — 78 333). Медіана доходів становила 51 071 долар для чоловіків та 41 094 долари для жінок. За межею бідності перебувало 6,8 % осіб, у тому числі 9,1 % дітей у віці до 18 років та 12,2 % осіб у віці 65 років та старших.
Цивільне працевлаштоване населення становило 254 особи. Основні галузі зайнятості: освіта, охорона здоров'я та соціальна допомога — 27,2 %, публічна адміністрація — 14,6 %, виробництво — 12,6 %, транспорт — 11,0 %.